# Dolog (filozófia)
A dolog szót mindenféle – elsősorban élettelen tárgyra használt – fogalom megjelölésére használjuk, illetve minden konkrétumra is, amely az észlelés, érzékelés számára hozzáférhető.
Bár az észlelésünk a világból egy időben annak csak részletére, a fókuszba került részre, dologra (dolgokra) vonatkozik, nem biztos, hogy bármelyik dolog is mint önálló és önállóan létező, magában lévő valami (szubsztancia vagy minőség) képzelhető el, mivel kiemelésével, a környezettől való elhatárolásával, fogalmilag mindjárt a kontextusát is meghatároztuk. – Nem kizárt, hogy a dolgokat intuíciónk legkönnyebben mint absztrakt, némileg a geometriai objektumokra emlékeztető „testeket” tudja megragadni, elképzelni.

## Dolog – a logikában, a gondolkodásban
A dolgokat a térbeliség ismertetőjegyei, az idő, a mozgás és különböző minőségei közül kiválasztott valamely jegy alapján lehet különválasztani.
A dolgok közti határ nemcsak térbeli, azaz nem mennyiségileg kezelhető, hanem minőségi is lehet. Minden dolog csak határában, a határa által az, ami. A határ áthatja a dolog egész létezését, ezért a határolás vagy tagolás központi gondolati művelet. Ha van egy darab földünk és az három hektár, az a telek mennyiségi határa, Továbbá azonban a telek rét, legelő vagy tó, ez a föld minőségi határa. Az adott föld esetében ez a kettő egybeesik.
Ha azonban egy szervezetre gondolunk, amely térben különböző pontokon található, az még nem szünteti meg a szervezetet, csak szétválik a mennyiségi és minőségi határa. A dolgokat elválasztó minőségi határok nem foghatók fel mennyiségi határokhoz hasonlóan. Mielőtt azonban egy homogén közeget térbeli ismertetőjegy alapján akarnánk tagolni, minőségi különbséget kell találnunk benne, akár csak egy ponton is, amely különbözik a többi ponttól. A dolog térbeli elhatárolása maga is csak minőségi elkülönítés alapján lehetséges.
Van, hogy a minőségileg különböző dolgoknak egyáltalán nincsenek térbeli határai. Néha egy és ugyanazon ember különböző körülmények között annyira különbözően cselekszik, mintha két különböző ember volna. A minőségi határ megváltoztatása egy dolgot a fejlődés során más dologgá alakít át, függetlenül attól, hogy megmaradnak, vagy megváltoznak-e a térbeli jellemzők. A jég más dologgá, vízzé, a víz pedig gőzzé alakul át.
Vagyis:
- A dolgok minőségek rendszerei
- A különböző dolgok minőségek különböző rendszerei
- Egy és ugyanazon dolog minőségek egy és ugyanazon rendszere

A minőségileg felfogott dolog – részekből áll. E részek azonban nem térbeli részek, hanem minőségek rendszereinek részei. Minthogy ezek a részek megint csak minőségek rendszerei maguk is külön dolgot alkotnak. A dolgok közti minőségi határok nem mindig pontosan meghatározottak, de még homályosabbak olyankor a dolgok közti térbeli határok. A határ meghúzása kérdését a fraktálok leírásában találhatjuk meg szépen.
A minőségi határ megvan, de az esetek többségében nem végezhető a látás, tapintás vagy más érzékek segítségével. A valóság racionális elemzésének eredménye, amely persze az érzékszervekből indul ki. Nyilvánvaló, hogy a térbeli határokat is csak korlátozottan látjuk, a lehetőséget azonban feltételezzük. Ha egy rendszer valamilyen tulajdonsággal bővül vagy szegényül, az adott dolog nem alakul át mindaddig, amíg nem változik át az egészet alkotó minőségek rendszere. Például a víz hőmérsékletének változása bizonyos határok közt nem változtatja meg a vizet alkotó minőségek rendszerét. Ez a változás csak akkor következik be, ha a hőmérséklet közönséges viszonyok között eléri a 100 °C-ot. A megsebzett állat ugyanaz az állat marad, míg fel nem bomlik stb.
De itt be kell vezetni az állapot kategóriát.

## Állapot
Testek azonosságának meghatározásánál nincs szükség összes pontjaik egybeesésének ellenőrzésére. Elegendő meghatározni térbeli határaik azonosságát. Ha egyikük határainak átszelésének mindannyiszor átszeljük a másik határát is, akkor a testek azonosak egymással. Ennek megfelelően elegendő a minőségeknél a minőségi határok egybeesését tisztázni. Két dolog azonos, ha minden olyan minőségváltozás, amely az egyiket átalakítja, átalakítja a másikat is.
Ugyanaz az ember Szókratész vagy Szókratész teste: csúsztatás dologról testre.
Az azonosság egyben relatív is. Bizonyos tekintetben azonos dolgok más tekintetben nem azonosak. Következésképpen relatív a dolog minőségi fogalma
A dolog szinonimái: tárgy, objektum.
Szinonimának vehetjük még „a létezőt” (nem a parmenidészi értelemben vett "összes létező", hanem bármely adott valami, ami valamilyen értelemben, akár mint kézzelfogható-érzékelhető, akár mint gondolat által megragadható, létezik).
A dolog szót más értelemben teendő, kötelesség jelentéssel is használjuk.